# همه مردان شاه
همهٔ مردان شاه (به انگلیسی: All the Shah's Men) عنوان کتابی از خبرنگار آمریکایی، استیون کینزر است. این کتاب کودتای ۲۸ مرداد را در قالب روایتی داستانی و رمان‌گونه مورد بررسی قرار می‌دهد. موضوع اصلی کتاب کودتا و تأثیر آن بر روابط آمریکا و جمهوری اسلامی ایران است. به روایت نویسندهٔ کتاب، دیکتاتوری محمدرضا پهلوی از پیامدهای کودتای ۲۸ مرداد بود. بریتانیا و شرکت نفت ایران و انگلستان، شخصیت‌های منفی و استعمارگر داستان کینزر هستند. این کتاب در سال ۲۰۰۳ توسط انتشارات جان وایلی و پسران منتشر شد. نام کامل کتاب در زبان انگلیسی همهٔ مردان شاه: یک کودتای آمریکایی و ریشه‌های ترور در خاورمیانه می‌باشد.
این کتاب توسط لطف‌الله میثمی به فارسی ترجمه شده‌است.

## خلاصه
رضاشاه در سال ۱۳۱۲ قراردادی امضا کرد که به واسطه آن حق بهره‌برداری از نفت ایران را به شرکت نفت ایران و انگلیس واگذار می‌کرد. اگر چه ایران در جنگ جهانی دوم رسماً بی طرف بود، اما با نیروهای محور روابط دوستانه داشت. در همین زمان اشغال ایران در جنگ جهانی دوم توسط متفقین (بریتانیایی ها و روسی ها) در ۱۳۲۰ به بهانه حضور کارشناسان آلمانی در ایران اتفاق افتاد. سپس رضاشاه توسط بریتانیایی ها مجبور به کناره‌گیری از سلطنت و انتقال قدرت به پسرش محمدرضا شاه شد. محمدرضا شاه قرارداد نفتی با شرکت نفت ایران و انگلیس را ادامه داد. وقتی اولین مجلس انتخابی ایران که به صورت دمکراتیک توسط مردم انتخاب شده بود، در سال ۱۳۲۹ تلاش کرد نفت ایران را ملی کند و تأسیسات نفتی را به نفع ایران ضبط کند در حالیکه هنوز قرارداد با بریتانیایی ها ادامه داشت، دولت بریتانیا به دادگاهی بین‌المللی در بلژیک شکایت کرد اما در دعوای حقوقی علیه دولت جدید ایران شکست خورد. به تلافی این شکست، بریتانیایی ها خلیج فارس و تنگهٔ هرمز را محاصره کردند و اقتصاد ایران را به شدت تحت فشار قرار دادند. محمدرضا شاه در این زمان از ایران فرار کرد و قدرت به صورت کامل در دست نخست‌وزیر منتخب مردم یعنی محمد مصدق قرار گرفت.
آمریکا نگران بود که محمد مصدق از ابرقدرت همسایه، شوروی، برای مقابله با بریتانیا کمک بگیرد و به این صورت منافع بلوک غرب به خطر افتد. در اینجا دوایت آیزنهاور از آمریکا با وینستون چرچیل از بریتانیا توافق کرد که قدرت را دوباره به محمدرضا شاه برگرداند و ایران را به او بسپارد.
در تابستان ۱۳۳۲، سازمان‌های اطلاعاتی آمریکا و بریتانیا، سیا و ام آی ۶، با همکاری هم یک کودتا در ایران ایجاد کردند. دولت مصدق در جریان این کودتا سرنگون شد و مصدق بقیه عمرش را در زندان و حصر خانگی در زادگاهش سپری کرد. در این شرایط ایران یک کشور وابسته و هم پیمان غرب در جریان جنگ سرد، باقی ماند. بعد بیش از ۲۰ سال از حکومت شاه، یک انقلاب فراگیر در ۱۹۷۹ در ایران اتفاق افتاد که باعث به حکومت رسیدن نظام جمهوری اسلامی شد که بر سر قدرت باقی ماند.

## هدف اصلی ازکودتای ۲۸ مرداد
کتاب در خصوص سیاست آمریکا در برابر ایران در اواخر دهه ۱۳۲۰ و اوایل دهه ۱۳۳۰، ابتدا تصویری به مخاطب ارائه می‌کند که حاکی از سه هدف است:
- ترس آمریکا از رنجیده شدن بریتانیا
- تلاش آمریکا که به عنوان یک واسطه و دلال با صداقت شناخته شود
- تلاش آمریکا برای جلوگیری از بسط ید کمونیسم و اشاعه آن در منطقه.

اما حقیقتی که در انتهای کتاب به آن پرداخته می‌شود این است که اغلب قراردادهای نفتی ایران بعد از کودتا توسط رژیم پهلوی به شرکت‌های نفتی آمریکایی سپرده شد. این حقیقت در ابتدای روایت در کتاب چندان مورد اشاره قرار نمی‌گیرد. اما می‌توان گفت که نویسنده دستیابی به نفت ایران را به عنوان هدف اصلی آمریکا از کودتای ۲۸ مرداد در انتهای کتاب با زبان بی‌زبانی و به‌طور سربسته ارائه می‌کند.
دیوید پرایس جونز نویسندهٔ انگلیسی کتاب «یک کودتای بسیار دلپذیر» (به انگلیسی: A Very Elegant Coup) با این نتیجه‌گیری مخالفت شدیدی می‌کند. از دیدگاه او، هدف اصلی کودتای ۲۸ مرداد جلوگیری از تسلط کمونیسم بر ایران بود. او اعتقاد دارد که تصویر ارائه شده از سی‌آی‌اِی به عنوان «خودخواه، مغرور، لات‌مسلک و بی‌اخلاق» در کتاب همه مردان شاه استیون کینزر در اصل روایتی از چپ‌گرایانی است که با تسلط شوروی بر ایران موافق بودند.